# Kerč'
Kerč' (in italiano desueto Cherc, traslitterato anche Kerch secondo la grafia inglese; in ucraino Керч?, Kerč; in russo Керчь?; in tataro di Crimea: Keriç) è una città della Crimea di circa 160 000 abitanti, situata tra il mar d'Azov e il mar Nero.
Fondata 2 600 anni fa come antica colonia greca, Kerč' è considerata una delle città più antiche della Crimea. La città ha conosciuto una rapida crescita a partire dagli anni venti del XX secolo ed è stata teatro di una grande battaglia durante la seconda guerra mondiale. Oggigiorno è un importante centro siderurgico, cantieristico, portuale, manifatturiero e turistico.

## Geografia
Kerč' sorge nell'estremità orientale della penisola di Kerč', in Crimea, di fronte alla penisola di Taman', dalla quale è separata dallo stretto di Kerč'. La città è situata a 197 km a est di Sinferopoli.

### Clima
| Kerč' (1991-2020) Fonte:    | Mesi         | Mesi         | Mesi         | Mesi        | Mesi        | Mesi        | Mesi        | Mesi        | Mesi        | Mesi        | Mesi         | Mesi         | Stagioni | Stagioni | Stagioni | Stagioni | Anno  |
| Kerč' (1991-2020) Fonte:    | Gen          | Feb          | Mar          | Apr         | Mag         | Giu         | Lug         | Ago         | Set         | Ott         | Nov          | Dic          | Inv      | Pri      | Est      | Aut      | Anno  |
| --------------------------- | ------------ | ------------ | ------------ | ----------- | ----------- | ----------- | ----------- | ----------- | ----------- | ----------- | ------------ | ------------ | -------- | -------- | -------- | -------- | ----- |
| T. max. media (°C)          | 3,8          | 4,5          | 8,8          | 14,9        | 21,0        | 26,0        | 29,0        | 28,9        | 23,4        | 16,9        | 10,2         | 5,8          | 4,7      | 14,9     | 28,0     | 16,8     | 16,1  |
| T. media (°C)               | 0,7          | 1,1          | 4,7          | 10,1        | 16,0        | 21,2        | 24,1        | 24,0        | 18,6        | 12,6        | 6,6          | 2,8          | 1,5      | 10,3     | 23,1     | 12,6     | 11,9  |
| T. min. media (°C)          | −2,0         | −1,9         | 1,2          | 5,8         | 11,3        | 16,3        | 19,1        | 19,2        | 13,9        | 8,7         | 3,5          | 0,1          | −1,3     | 6,1      | 18,2     | 8,7      | 7,9   |
| T. max. assoluta (°C)       | 15,6 (2007)  | 17,5 (1995)  | 23,4 (1952)  | 27,6 (2012) | 30,6 (2014) | 35,2 (2018) | 37,9 (2020) | 37,9 (2017) | 35,5 (2015) | 30,9 (1999) | 23,2 (2016)  | 19,4 (2008)  | 19,4     | 30,6     | 37,9     | 35,5     | 37,9  |
| T. min. assoluta (°C)       | −23,7 (2006) | −23,1 (1954) | −15,6 (1985) | −6,5 (1965) | −1,1 (1971) | 2,8 (1958)  | 9,9 (1993)  | 7,5 (1970)  | 1,0 (1956)  | −5,4 (1959) | −11,8 (1999) | −17,6 (1946) | −23,7    | −15,6    | 2,8      | −11,8    | −23,7 |
| Nuvolosità (okta al giorno) | 7,9          | 7,2          | 6,9          | 6,4         | 5,3         | 4,8         | 3,4         | 3,2         | 4,2         | 5,7         | 7,2          | 8,0          | 7,7      | 6,2      | 3,8      | 5,7      | 5,9   |
| Precipitazioni (mm)         | 38           | 29           | 33           | 29          | 31          | 53          | 33          | 41          | 35          | 31          | 39           | 37           | 104      | 93       | 127      | 105      | 429   |
| Giorni di pioggia           | 10           | 9            | 11           | 11          | 9           | 10          | 6           | 6           | 8           | 9           | 11           | 11           | 30       | 31       | 22       | 28       | 111   |
| Nevicate (cm)               | 1            | 2            | 1            | 0           | 0           | 0           | 0           | 0           | 0           | 0           | 0            | 1            | 4        | 1        | 0        | 0        | 5     |
| Giorni di neve              | 8            | 8            | 5            | 0,2         | 0,0         | 0,0         | 0,0         | 0,0         | 0,0         | 0,1         | 2,0          | 7,0          | 23,0     | 5,2      | 0,0      | 2,1      | 30,3  |
| Giorni di nebbia            | 4            | 4            | 4            | 4           | 2           | 1           | 0,2         | 0,2         | 2,0         | 4,0         | 4,0          | 4,0          | 12,0     | 10,0     | 1,4      | 10,0     | 33,4  |
| Umidità relativa media (%)  | 85           | 84           | 80           | 76          | 73          | 71          | 67          | 67          | 71          | 77          | 83           | 85           | 84,7     | 76,3     | 68,3     | 77       | 76,6  |
| Vento (direzione-m/s)       | W 5,2        | NE 5,2       | NE 5,2       | S 4,6       | S 4,2       | N 4,0       | N 4,3       | N 4,2       | NE 4,2      | NE 4,5      | NE 4,6       | NE 5,0       | 5,1      | 4,7      | 4,2      | 4,4      | 4,6   |

## Storia
Gli scavi archeologici nel villaggio di Mayak vicino alla città hanno accertato che l'area era già stata abitata nel XVII-XV secolo a.C. Mentre molti reperti di Kerch possono essere trovati nel Museo dell'Ermitage di San Pietroburgo e nel museo locale, un gran numero di sculture antiche, rilievi, bronzi e oggetti in vetro, ceramiche e gioielli furono scavati nel 1855-1856 durante la guerra di Crimea dal dottor Duncan MacPherson, un chirurgo dell'esercito britannico, e successivamente donato al British Museum di Londra.
Kerch come città inizia la sua storia nel VII secolo a.C., quando i coloni greci di Mileto fondarono una città-stato chiamata Panticapaeon sul monte Mithridat vicino alla foce del fiume Melek-Chesme. Panticapaeon sottomise le città vicine e nel 480 a.C. divenne la capitale del Regno del Bosforo. Successivamente, durante il regno di Mitridate VI Eupatore, Panticapaeon divenne per un breve periodo la capitale del ben più potente ed esteso Regno del Ponto. La città si trovava all'incrocio delle rotte commerciali tra la steppa e l'Europa. Ciò ha fatto sì che crescesse rapidamente. Le principali esportazioni della città erano grano e pesce salato e anche la vinificazione. Panticapaeum ha coniato le proprie monete. Secondo i documenti esistenti, il fiume Melek-Chesme (piccolo e poco profondo al giorno d'oggi) era navigabile ai tempi del Bosforo e le galee marittime potevano entrare nel fiume. Gran parte della popolazione della città era di etnia scita, poi sarmata, come testimonia il grande tumulo reale (Kurgan) a Kul-Oba.
Nel I secolo d.C. Panticapaeon e il Regno del Bosforo subirono le incursioni degli Ostrogoti; poi la città fu devastata dagli Unni nel 375 d.C.
Myrmekion fu fondata nella parte orientale del Kerch, 4 km a nord-est dell'antica Panticapaeon. L'insediamento fu fondato dagli Ioni nella prima metà del VI secolo a.C.
Dal VI secolo la città fu sotto il controllo dei bizantini. Per ordine dell'imperatore Giustiniano I, vi fu costruita una cittadella chiamata Bosporo, diventata poi un importante centro vescovile. Nel 576 resistette all'assedio dei Göktürk sotto Bokhan, aiutati da Anagai, l'ultimo khan della tribù unna degli Uturgur.
Nel VII secolo, i cazari presero il controllo di Bosforo e la città fu ribattezzata Karcha dal turco "karşı" che significa "opposto, di fronte". Il principale funzionario del governo locale durante la dominazione cazara era il tudun. Nel 717 fu fondata la chiesa di San Giovanni Battista, la chiesa più antica dell'Ucraina.  La "Chiesa degli Apostoli" esisteva tra la fine dell'VIII e l'inizio del IX secolo, secondo la "Vita dell'apostolo Andrea" di Epifanio di Salamina.
Dopo la sconfitta dei cazari da parte della Rus' di Kiev alla fine del X secolo, Kerč' divenne il centro di un nuovo potentato governato da Georgius Tzul, poi deposto da una spedizione bizantino-russa nel 1016. Dal X secolo, la città era un insediamento slavo chiamato Korchev, che apparteneva al principato di Tmutarakan'. Kerch era un centro di scambi tra la Russia, la Crimea, il Caucaso e l'Oriente. Nel XIII secolo, la Crimea, compreso Korchev, fu invasa dai mongoli.

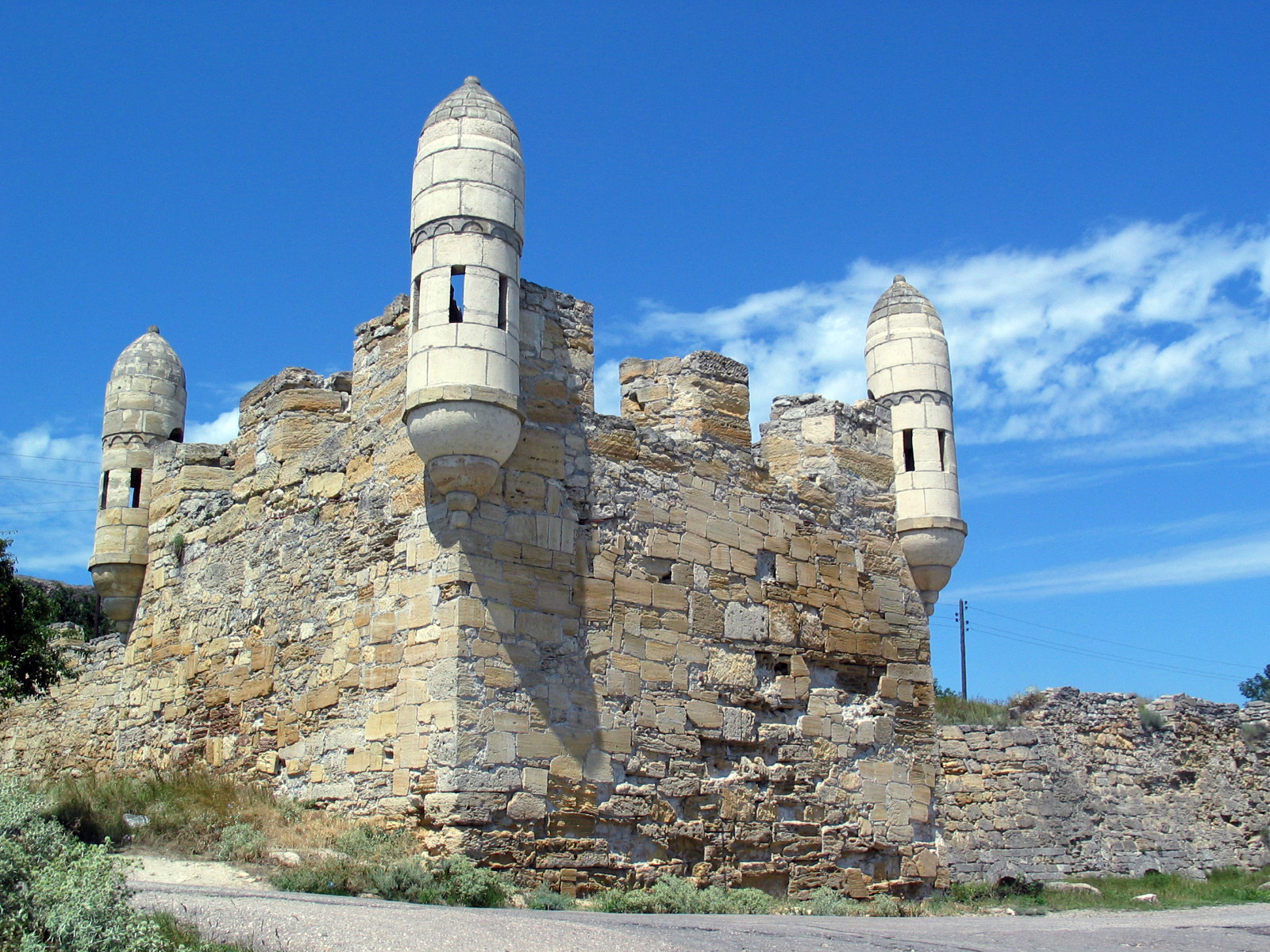
La fortezza di Yeni-Kale.

Nel 1310 passó dai Tatari alla Repubblica di Genova che la ribattezzó Cerchio e fu inglobata nella Gazaria, l'unità amministrativa delle Colonie Genovesi in Crimea che avevano la capitale a Caffa; i genovesi la fortificarono e la utilizzarono principalmente come strategico centro di stoccaggio per le merci. Nel 1475 successivamente alla caduta di Costantinopoli, fu isolata dagli Ottomani per via del fatto che controllando lo stretto del Bosforo era molto difficile un suo mantenimento da parte della Repubblica di Genova; gli Ottomani ne presero possesso e si accordarono per una permanenza dei mercanti Genovesi per proseguire i commerci, e la trasformarono in un importante centro per la tratta degli schiavi.
A fronte delle incursioni cosacche nell'area e all'aumentare della pressione russa nella regione circostante il mar d'Azov sul finire del XVII secolo i turchi decisero di erigere nei pressi di Kerč', lungo le coste dello stretto, un'imponente fortezza. La struttura, chiamata Yeni-Kale, fu ultimata nel 1706.
Nel 1771 l'esercito imperiale russo invase la Crimea avanzando su Yeni-Kale. I turchi decisero quindi di evacuare la fortezza, anche se pochi giorni prima erano giunti dei rinforzi. Con il trattato di Küçük Kaynarca del 1774, Kerč' e Yeni-Kale furono cedute alla Russia. Nel 1790 le forze navali russe sotto il comando dell'ammiraglio Fëdor Fëdorovič Ušakov sconfissero la flotta turca nelle acque antistanti la città.
A causa della sua posizione, dal 1821 Kerch divenne un importante porto commerciale e peschereccio. In città sono stati aperti un museo statale dell'antichità e numerose istituzioni educative. La ferriera fu costruita nel 1846 in seguito alla scoperta di un enorme filone di ferro nella penisola di Kerč'. Durante la guerra di Crimea la città fu devastata dalle forze britanniche nel 1855.

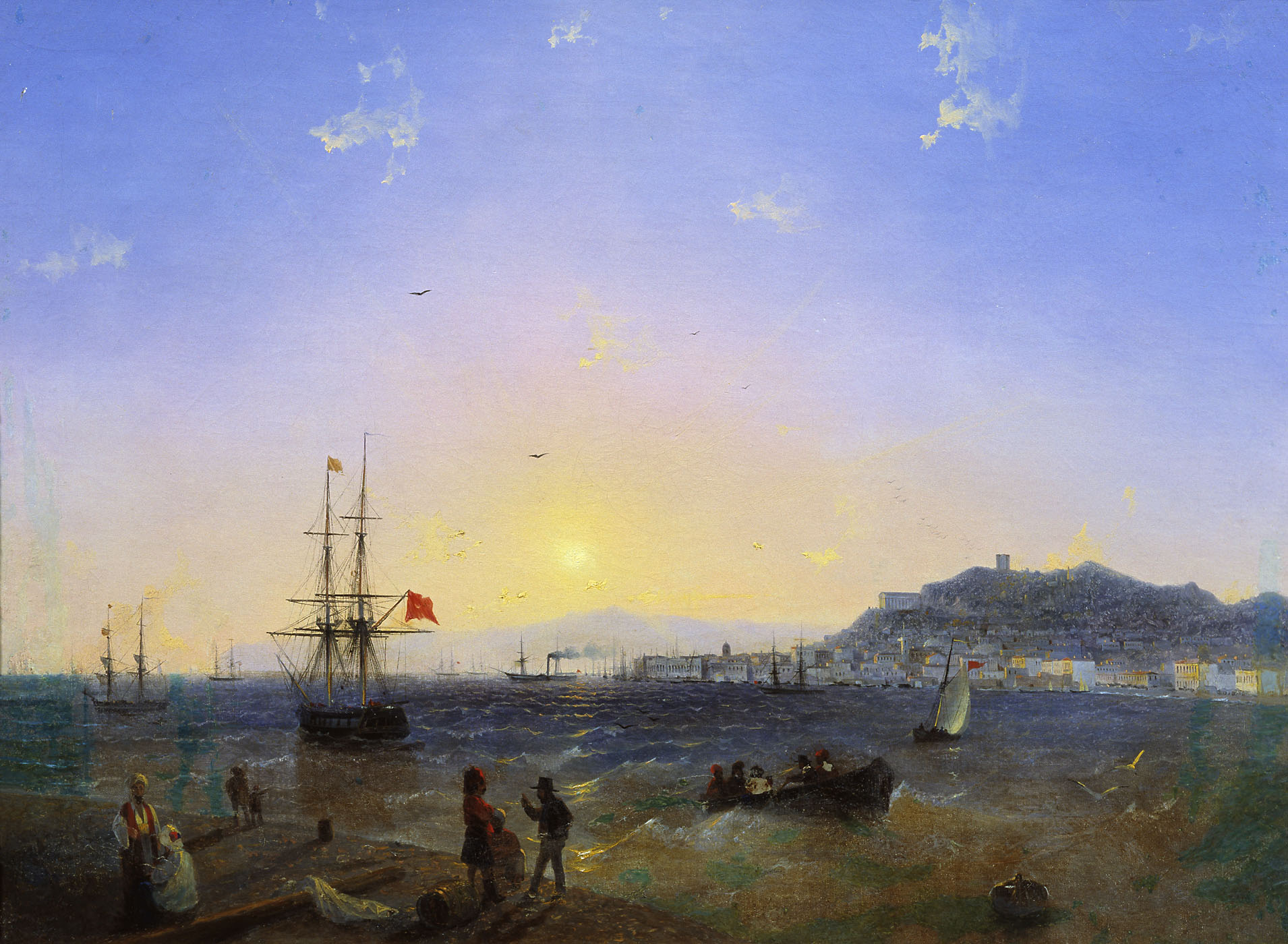
Kerč' di Ivan Ajvazovskij (1839)

Alla fine del XIX secolo furono aperte industrie metalmeccaniche, cementifici, fabbriche di cibo in scatola e manifatture tabacchi. Nel 1900 Kerch era collegata a un sistema ferroviario e il fairway dello stretto di Kerch fu approfondito e ampliato. A quel tempo, la popolazione aveva raggiunto i 33 000 abitanti.

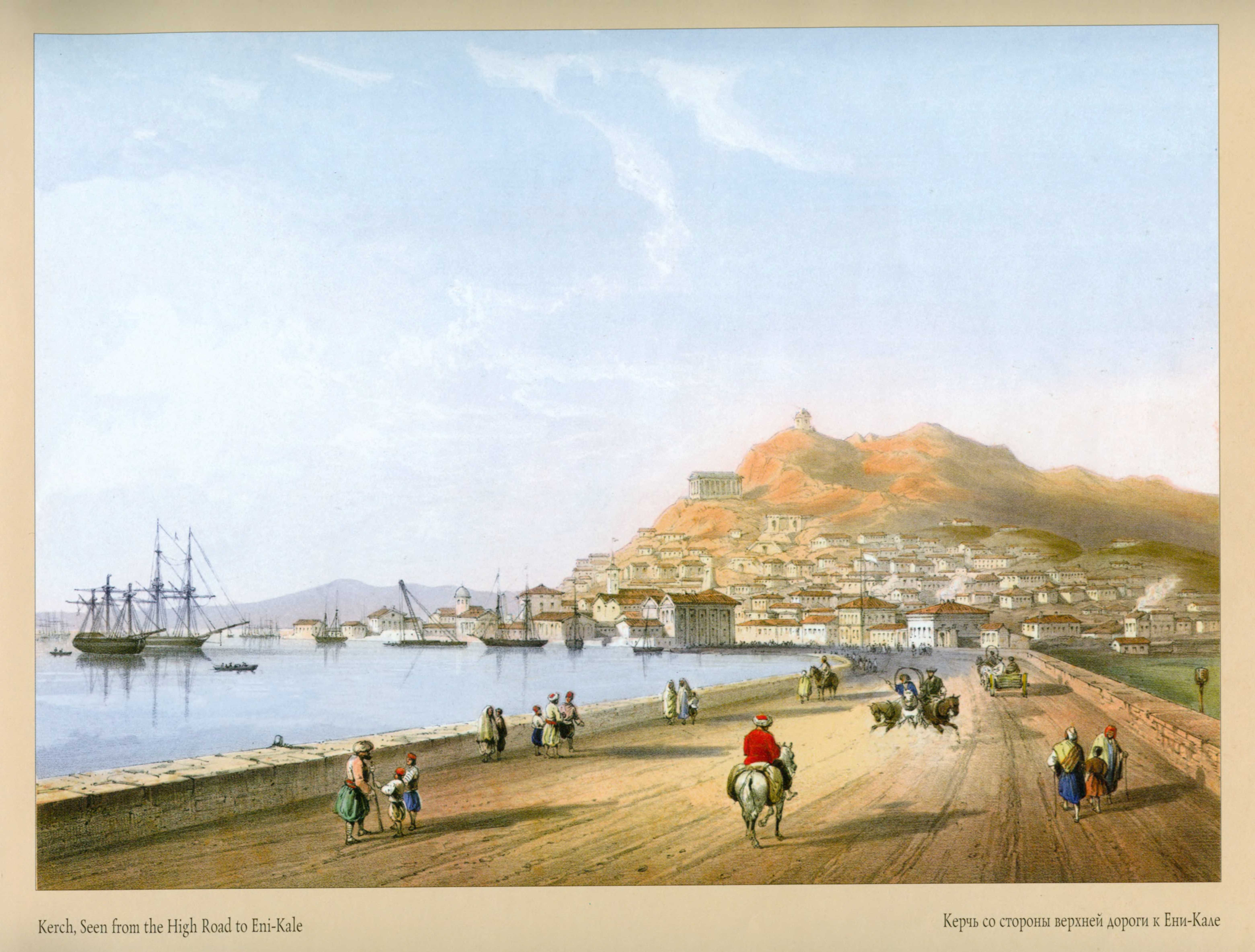
Veduta di Kerč' di Carlo Bossoli.

Dopo aver attraversato una fase di momentaneo declino durante la prima guerra mondiale e la guerra civile russa, la città riprese la sua crescita alla fine degli anni '20, con l'espansione di varie industrie, in particolare quella siderurgica e metallurgica, tanto che nel 1939 la sua popolazione aveva raggiunto i 104 500 abitanti.
Attraversata dal fronte orientale della seconda guerra mondiale, Kerč' fu teatro di pesanti combattimenti tra l'Armata Rossa e le forze dell'Asse. Dopo feroci combattimenti, la città fu presa dai tedeschi nel novembre 1941. Il 31 dicembre 1941, la 302ª divisione fucilieri da montagna sovietica riconquistò la città in seguito a un'operazione di sbarco navale a Kamysh Burun, a sud della città, cinque giorni prima. Nel 1942 i tedeschi occuparono nuovamente la città. Nel corso della battaglia della penisola di Kerč' l'Armata Rossa perse oltre 160 000 uomini, tra morti e prigionieri. Il 31 ottobre 1943 fu lanciata un'altra operazione di sbarco navale sovietico. Le catacombe di Adžimuškaj, nei sobborghi della città, furono il teatro di una lunga guerriglia contro l'occupazione. Migliaia di soldati e profughi hanno trovato rifugio all'interno e sono stati coinvolti in contrattacchi. Molti di loro sono morti sottoterra, compresi quelli che sono morti a causa di numerosi presunti attacchi con gas velenosi. Successivamente, sul sito è stato eretto un memoriale. Gli invasori tedeschi uccisero circa 15 000 cittadini e ne deportarono altri 14 000 durante la loro occupazione. Le prove delle atrocità tedesche a Kerč' furono presentate nel processo di Norimberga. Dopo la guerra, la città ricevette il titolo di Città eroina. Kerč' tornò sotto il controllo sovietico l'11 aprile 1944 nel corso della battaglia di Crimea.
L'11 novembre 2007 una potente tempesta ha attraversato la città, causando molti danni e un disastro ecologico poiché alcune navi, tra cui una petroliera, hanno fatto naufragio bloccando lo stretto.
Nel febbraio 2014 Kerč', così come il resto della Crimea, è stata occupata e poi annessa alla Russia.
Il 17 ottobre 2018 uno studente ha fatto irruzione nel locale Collegio Politecnico con esplosivo e armi da fuoco. Nel corso della strage sono rimasti uccise 21 persone comprese l'assassino.

## Monumenti e luoghi d'interesse
- Acropoli di Penticapaeum

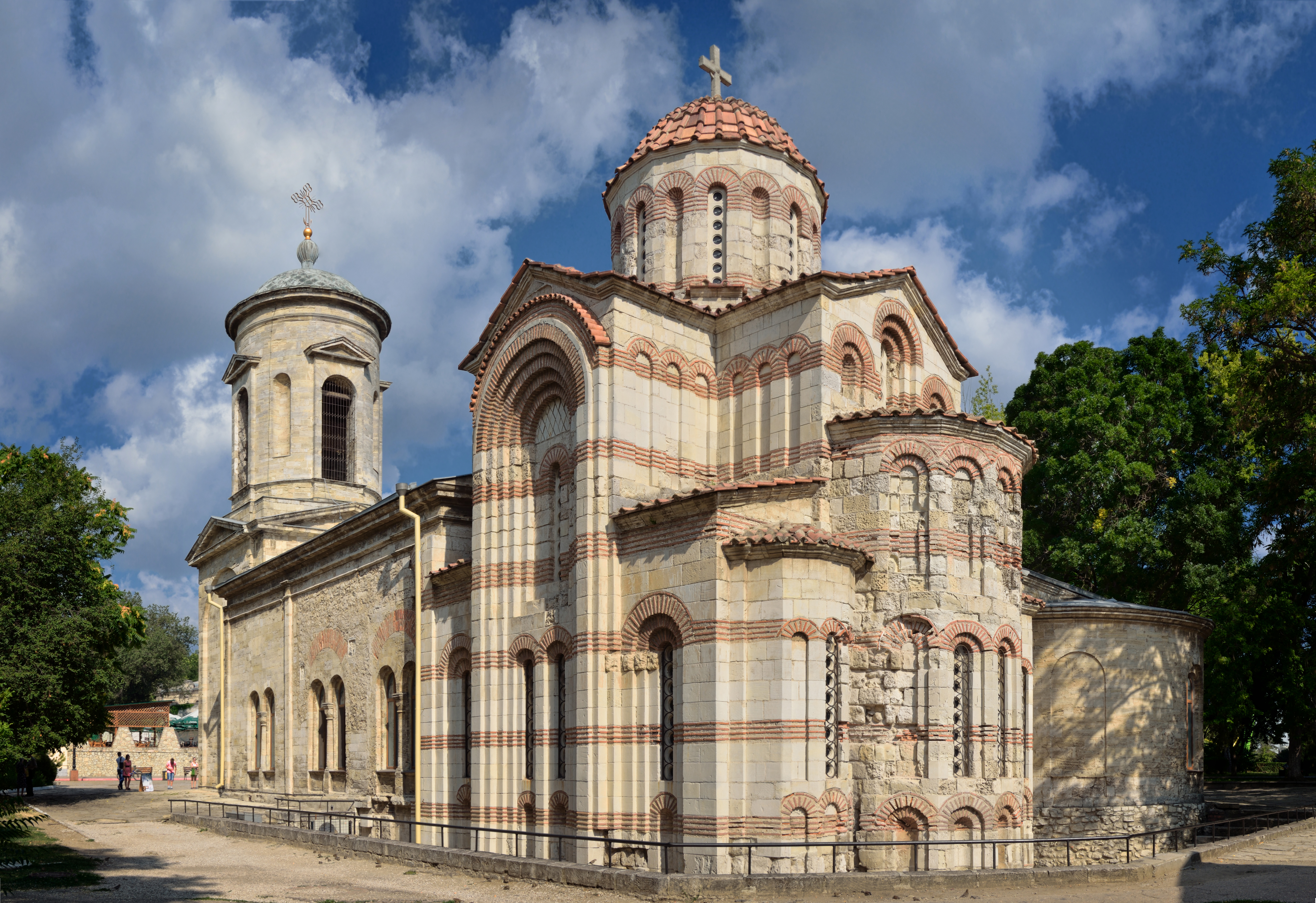
Chiesa di San Giovanni Battista

- Chiesa di San Giovanni Battista, del VIII secolo.
- Fortezza di Yeni-Kale, costruita da ingegneri francesi per conto dei turchi tra la fine del XVII e l'inizio del XVIII secolo in funzione antirussa.
- Fortezza di Kerč'
- Cave di Adžimuškaj, teatro delle feroci battaglie del 1942

## Società

### Evoluzione demografica
| 1897   | 1923   | 1926   | 1939    | 1959   | 1970    | 1979    | 1989    | 2001    | 2005    | 2013    |
| ------ | ------ | ------ | ------- | ------ | ------- | ------- | ------- | ------- | ------- | ------- |
| 33 347 | 25 986 | 34 624 | 104 443 | 98 769 | 127 608 | 156 827 | 174 365 | 157 007 | 152 564 | 144 504 |

Fonte: 1897-1989; 2001-2013.

### Popolazione
Composizione della popolazione secondo i dati del censimento del 2001:
| Nazionalità       | Numero abitanti | Dato percentuale |
| Russi             | 124 430         | 78,7             |
| Ucraini           | 24 298          | 15,4             |
| Bielorussi        | 1 795           | 1,1              |
| Tartari di Crimea | 1 635           | 1,0              |
| Armeni            | 518             | 0,3              |
| Tatari            | 383             | 0,2              |
| Ebrei             | 322             | 0,2              |
| Moldavi           | 280             | 0,2              |
| Azeri             | 228             | 0,1              |

### Italiani a Kerč'
Vi è ancora presente una comunità italiana discendente in parte dagli italiani stanziati in questa terra all'inizio del XIX secolo, in parte dagli italiani arrivati attraverso la colonizzazione veneziana e soprattutto genovese nel medioevo; la sua popolazione è scesa dalle tremila persone del tempo alle trecento attuali a seguito delle persecuzioni anti-italiane della seconda metà degli anni trenta (espulsioni verso l'Italia, con i profughi che hanno trovato accoglienza soprattutto a Trieste, dove ancora oggi vive una nutrita comunità di discendenti) e dei rastrellamenti e delle deportazioni di massa verso i gulag del Kazakistan (29 gennaio e 8-10 febbraio 1942 e giugno 1944), dai quali i pochissimi superstiti e i loro discendenti hanno fatto ritorno di nascosto a Kerč verso la fine degli anni cinquanta, dopo la denuncia dei crimini di Stalin da parte di Chruščёv.
L'11 settembre 2015 il presidente Vladimir Putin e Silvio Berlusconi hanno avuto a Jalta un incontro con quattro italiani di Crimea, dopodiché il presidente della Federazione Russa ha firmato il decreto di riabilitazione della comunità italiana di Crimea come una minoranza perseguitata e deportata per i motivi etnici.

## Geografia antropica

### Suddivisioni amministrative
La città è divisa nei seguenti quartieri:
- Eltigen (Heroevskoe);
- Kamš-Burun (Aršyncevo);
- Port Krym;
- Adžimuškaj;
- Isola di Tuzla

## Infrastrutture e trasporti

### Strade
Le due principali via d'accesso a Kerč' sono l'autostrada A290, che la unisce al territorio di Krasnodar e a Novorossijsk, e l'autostrada A291 per Sinferopoli e l'interno della Crimea.

#### Ponte di Crimea
Il 25 aprile 2010, il presidente ucraino Viktor Janukovyč e il suo omologo russo Dmitrij Medvedev hanno firmato un accordo per costruire un ponte sullo stretto di Kerč'. Nel gennaio 2015, quando la Russia aveva ormai occupato la Crimea, l'appalto per la costruzione del ponte è stato assegnato alla S.G.M. dell'oligarca Arkadij Rotenberg. I lavori di costruzione del ponte stradale sono iniziati nel maggio 2015 è stata aperta al traffico nel maggio 2018. La sezione ferroviaria è stata aperta nel 2019, con il presidente russo Vladimir Putin che ha preso il primo treno il 23 dicembre. È stato gravemente danneggiato da un'esplosione l'8 ottobre 2022.

### Ferrovie
La città è servita da una propria stazione ferroviaria posta lungo la linea Džankoj-Port Krym.

### Porti
Kerč' è un importante scalo portuale specie per i traghetti che uniscono la Crimea con il territorio di Krasnodar, situato nella sponda opposta dello stretto.

## Amministrazione

### Gemellaggi
- Mahilëŭ, dal 1998
- Orël, dal 2004
- Novorossijsk, dal 2004
- Odincovo, dal 2004
- Krasnodar, dal 2004
- Soči, dal 2005
- Sebastopoli, dal 2009
- Sinferopoli, dal 2010
- Erevan, dal 2012
- Temrjuk, dal 2012
- Gdynia, dal 2013
- Smolensk, dal 2014
- Tula, dal 2014
- Perm', dal 2014
- Staraja Kupavna, dal 2014
- Provincia di Reggio Calabria, dal 2014
- Zlatoust, dal 2015
- San Pietroburgo, dal 2017
- Vladikavkaz, dal 2017